# ریچل گارسیا
ریچل گارسیا (انگلیسی: Rachel Garcia؛ زادهٔ ۳۰ مارس ۱۹۹۷) بازیکن سافت‌بال اهل ایالات متحده آمریکا است.
وی در مسابقات کشوری و بین‌المللی در مجموع برندهٔ ۱ مدال طلا، ۱ مدال نقره شده‌است.